# Rakovec nad Ondavou
Rakovec nad Ondavou je obec na Slovensku v okrese Michalovce, asi 9 km západně od okresního města.

## Dějiny
První písemná zmínka o obci pochází z roku 1252. Má zde původ význačný uherský šlechtický rod Rákócziů (maďarsky se ves nazývala Rákóc(z)).
Po neúrodě v roce 1830 postihla v roce 1831 obec cholera. V obci byla od 25. července do 20. srpna. V Rakovci na ni zemřelo 100 lidí (matrika zemřelých uvádí jejich počty: řeckokatolíků 84, římskokatolíků 14, židů 2). Tato epidemie podnítila na Zemplíně vypuknutí známého rolnického povstání.

## Kultura a zajímavosti

### Památky
- Sirmaiovská kúria, jednopodlažní klasicistní stavba z druhé poloviny 18. století. Úpravami prošla v roce 1995. Stavbě dominuje triaxiální rizalit. Fasády jsou členěny okenními osami se šambránami protaženými na celou výšku objektu. Při kúrii se nachází anglický park.

- Řeckokatolický kostel ochrany Přesvaté Bohorodičky, jednolodní barokně-klasicistická stavba s půlkruhovým ukončením presbytáře a představěnou věží z roku 1760. Chrám má hladké fasády s půlkruhově ukončenými okny. Věž členěná lizénami je ukončena zvonovitou helmicí s laternou.